# 神經重症協會
神經重症協會（英語：Neurocritical Care Society）是一個國際多學科醫學協會，成立於1999年。協會宗旨在於促進改善重症監護病房裡神經系統疾病患者的治療和預後。該協會支持研究和教育，並倡導與神經重症監護，神經重症監護和一般重症監護有關的問題並出版相關評議的科學指南，這些指南可在協會出版的雜誌中找到。

## 外部連結
- 神經重症協會 （页面存档备份，存于）